# Vlag van Winsum (Friesland)

Vlag van Winsum

De vlag van Winsum is de dorpsvlag van het Nederlandse dorp Winsum, in de Friese gemeente Waadhoeke. De vlag werd in 1990 geregistreerd. Het ontwerp van de vlag is van de hand van Rudolf J. Broersma.

## Beschrijving
De beschrijving van de vlag is als volgt:
Blauw met een gele broekschuinbaan met een dikte gelijk aan 1/2 vlaghoogte; de schuinbaan belegd met een rode polsstok in de richting van de baan; in de broekhoek een geel vierspakig tandrad met een hoogte gelijk aan 5/12 vlaghoogte; in de vluchttop drie witte kaatsballen elk met een hoogte gelijk aan 1/9 vlaghoogte, twee ballen naast elkaar en de derde geplaatst onder de bal aan de vluchtzijde.
De kleuren zijn afkomstig van het dorpswapen.

## Symboliek
- Indeling: ontleend aan de vlag van Baarderadeel, de gemeente waar het dorp eerder tot behoorde.[3]
- Polsstok: verwijst naar het polsstokverspringen.[3]
- Drie bollen: duiden op de kaatssport.[3]
- Tandrad: staat voor de industrie in het dorp.[3]
- Kleurstelling: ontleend aan de wapens van de voormalige gemeenten Baarderadeel en Littenseradeel.[3]

## Zie ook

Wapen van Winsum